# Waterhalle

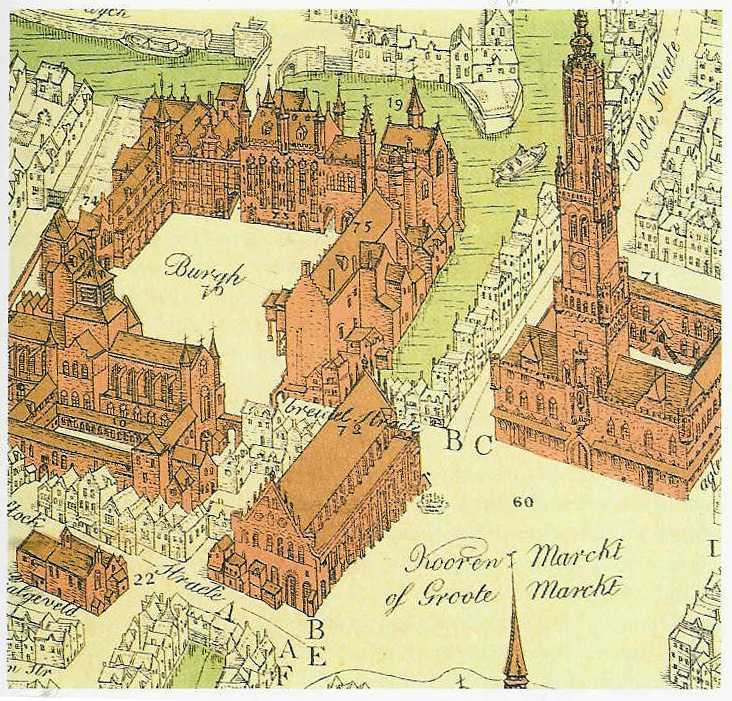
De Waterhalle is het gebouw midden onder.

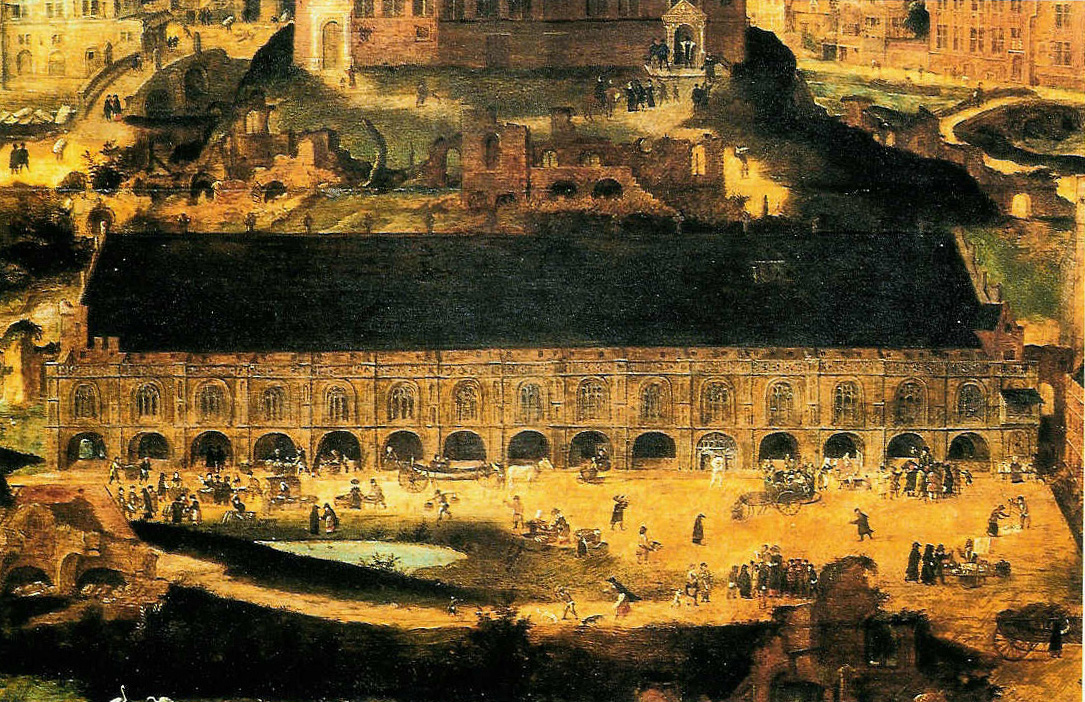
Zelfde Waterhalle aan de oostkant van de Grote Markt te Brugge.

De Waterhalle was een gebouw in de Belgische stad Brugge. Het heeft er bijna 500 jaar (van 1294 tot 1787) gestaan, aan de oostkant van de Grote Markt, tussen de Philipstockstraat en de Breidelstraat. Het verdween aan het eind van de 18de eeuw.

## Reie
Reeds van in de 12de eeuw was Brugge door een kanaal en het Zwin verbonden met de Noordzee, zodat er langs de rivier de Reie, die door de stad Brugge liep, een grote handelsactiviteit ontstond. Die groeide later nog door de aanwezige Italiaanse handelshuizen, zoals deze uit Firenze, Genua en Venetië.
In de nabijheid van de lakenhalle en het belfort werd besloten om de Reie aan de Grote Markt te overdekken. Op die manier kon het lossen van de schepen in het droge gebeuren. De bovenverdiepingen van de Waterhalle werden gebruikt als stapelruimte. Brugge had het stapelrecht van alle koopwaren die via het Zwin, Damme en Sluis werden gelost.

## Imposant
Het hoofdgebouw, dat afgewerkt was in 1294, had een lengte van 95 meter, met 15 traveeën, een breedte van 24 meter en een geschatte hoogte van 30 meter. De lagere aanbouw langs de kant van de Grote Markt had dezelfde lengte, en een breedte van 4 meter. Dit deel werd gebruikt voor (handels)huizen en winkels. De muren hadden een dikte die varieerde tussen 1,30 en 1,50 meter, en de gebruikte stenen een lengte van 29 centimeter. De zolder was één ruimte, toegankelijk met een trap en voorzien van een windas om goederen naar boven te hijsen. Op de benedenverdieping werd het gebouw gedeeltelijk ingenomen door de loop van de Reie, met midden boven de kaai een rij zuilen die het dak ondersteunden.

## Verval

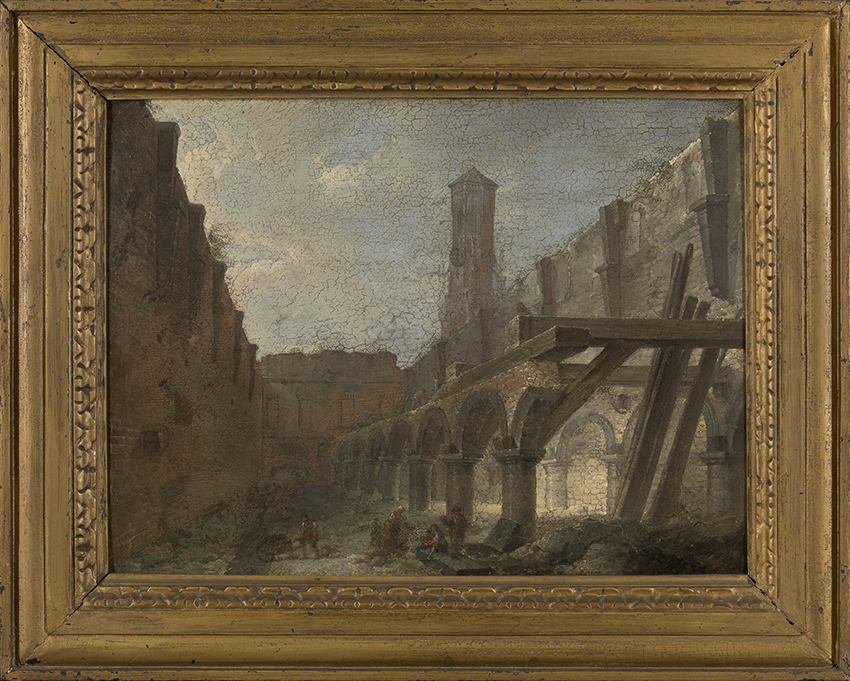
Afbraak van de Waterhalle, circa 1787 (Groeningemuseum).

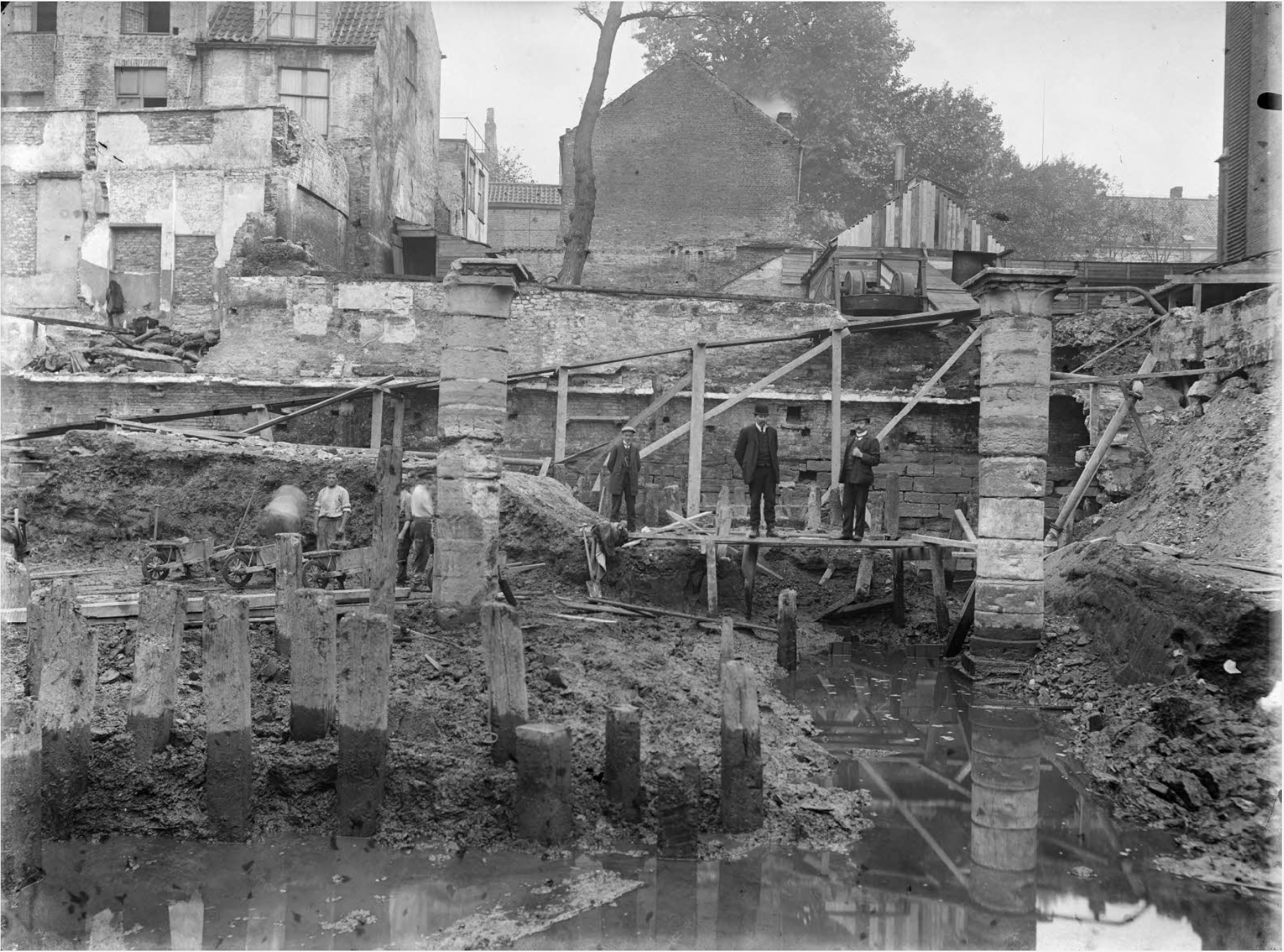
Bij afbraakwerken in 1908 verschenen twee van de twaalf massieve zuilen die de vloer van de bovenverdieping van de Waterhalle droegen.

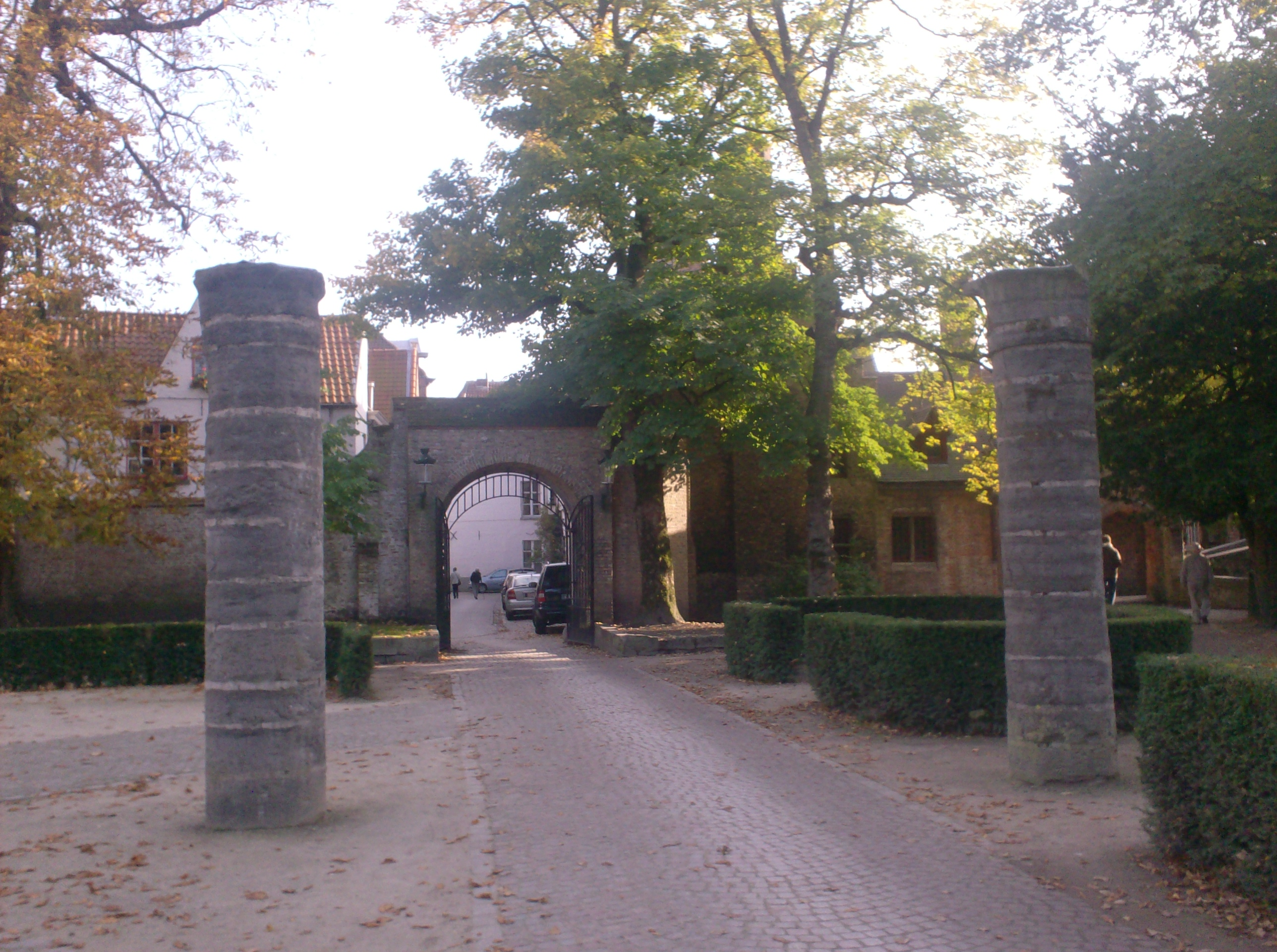
De twee resterende zuilen van de Waterhalle in het Arentshof.

Vanaf de 17de eeuw verminderde de scheepvaart tot in de Waterhalle. Dit kwam onder meer door de verplaatsing van de handel naar Antwerpen na de verzanding van het Zwin en politieke moeilijkheden, alsook door het graven van de Handelskom en de Coupure in Brugge zelf. Ten slotte werd in 1787 de Kraanrei overwelfd en viel de watertoevoer richting stadscentrum weg.
Ondertussen kregen de Waterhalle en de bijgebouwen andere bestemmingen, maar niet waarvoor ze gebouwd waren. Mede door het fysiek verval werd in 1787 besloten de Waterhalle af te breken, dit onder luid lokaal protest. De materialen konden dienen voor het oprichten van een nieuwe kazerne op de plaats van het kartuizerklooster aan de Langestraat. Enkele van de zuilen uit de Waterhalle staan nu nog in het Arentshof aan de Dijver.

## Provinciaal Hof
Na de afbraak verrees op dezelfde plaats een classicistisch gebouw dat opgedeeld werd in verschillende eenheden, maar op het gelijkvloers grotendeels uit cafés bestond. In 1850 kocht de provincie het middelste gedeelte, dat werd getransformeerd en uitgebreid om er o.a. de provincieraad te huisvesten. Deze hield zijn vergaderingen tot dan in de gotische zaal van het Brugse stadhuis. Dit was niet voor lang, want op 20 februari 1878 brandde het provinciaal gedeelte af. Een restant aan de kant van Philipstockstraat bleef staan tot begin 20ste eeuw.
Vanaf 1887 begon men aan de wederopbouw in overwegend neogotische stijl; een werk in fasen. Het duurde tot 1920 tot alle - nu nog bestaande - gebouwen er stonden, namelijk een nieuw Provinciaal Hof, een postkantoor en de beoogde (maar nimmer in die functie gebruikte) gouverneursresidentie.
Even werd door een alternatieve groep in 1965 een ontwerp van 'blokkendoos' voorgesteld in vervanging van het provinciaal hof, maar dit ging niet door.

## Literatuur

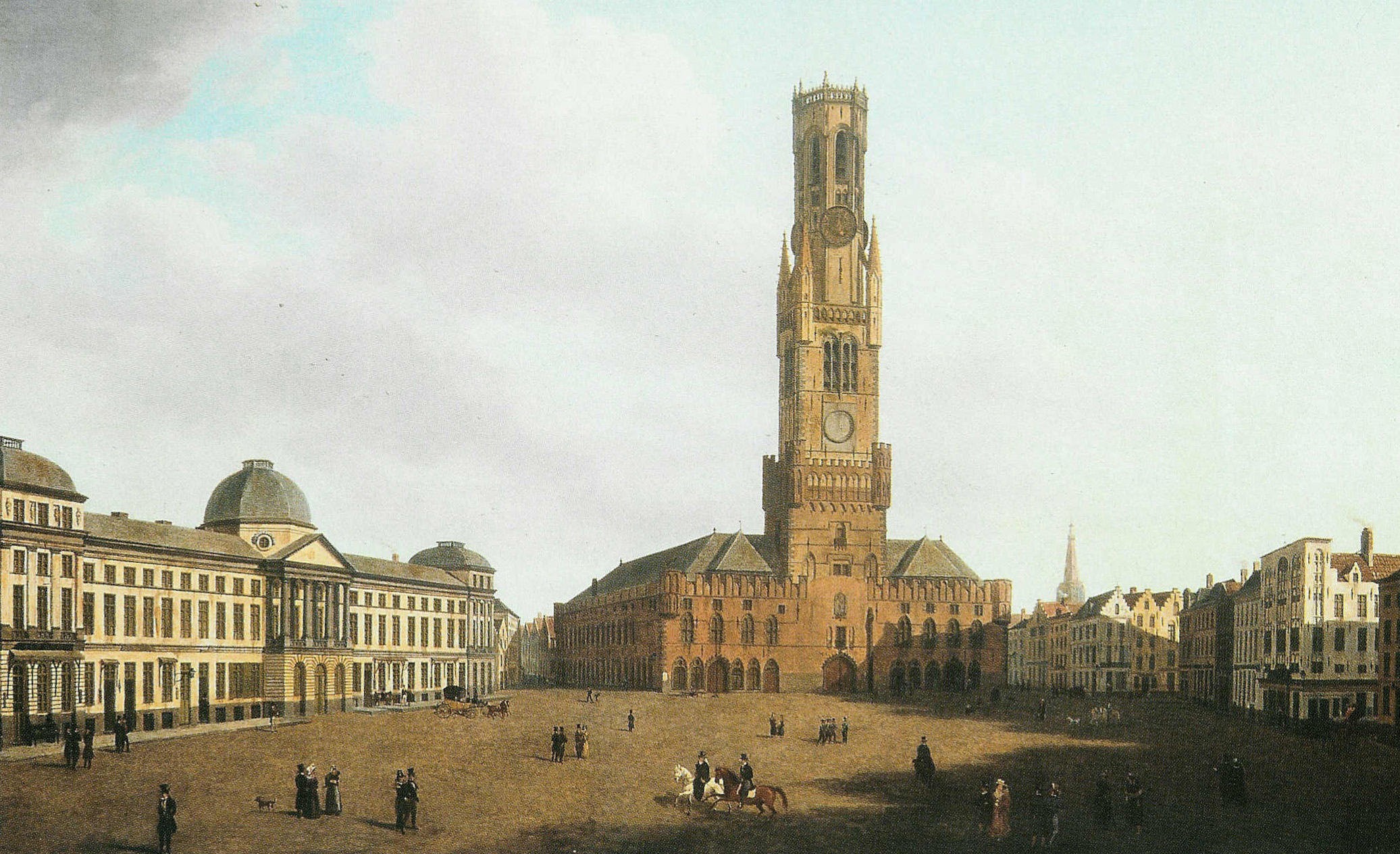
Links het Provinciaal Hof in 1826; in 1878 brandde het gebouw af.
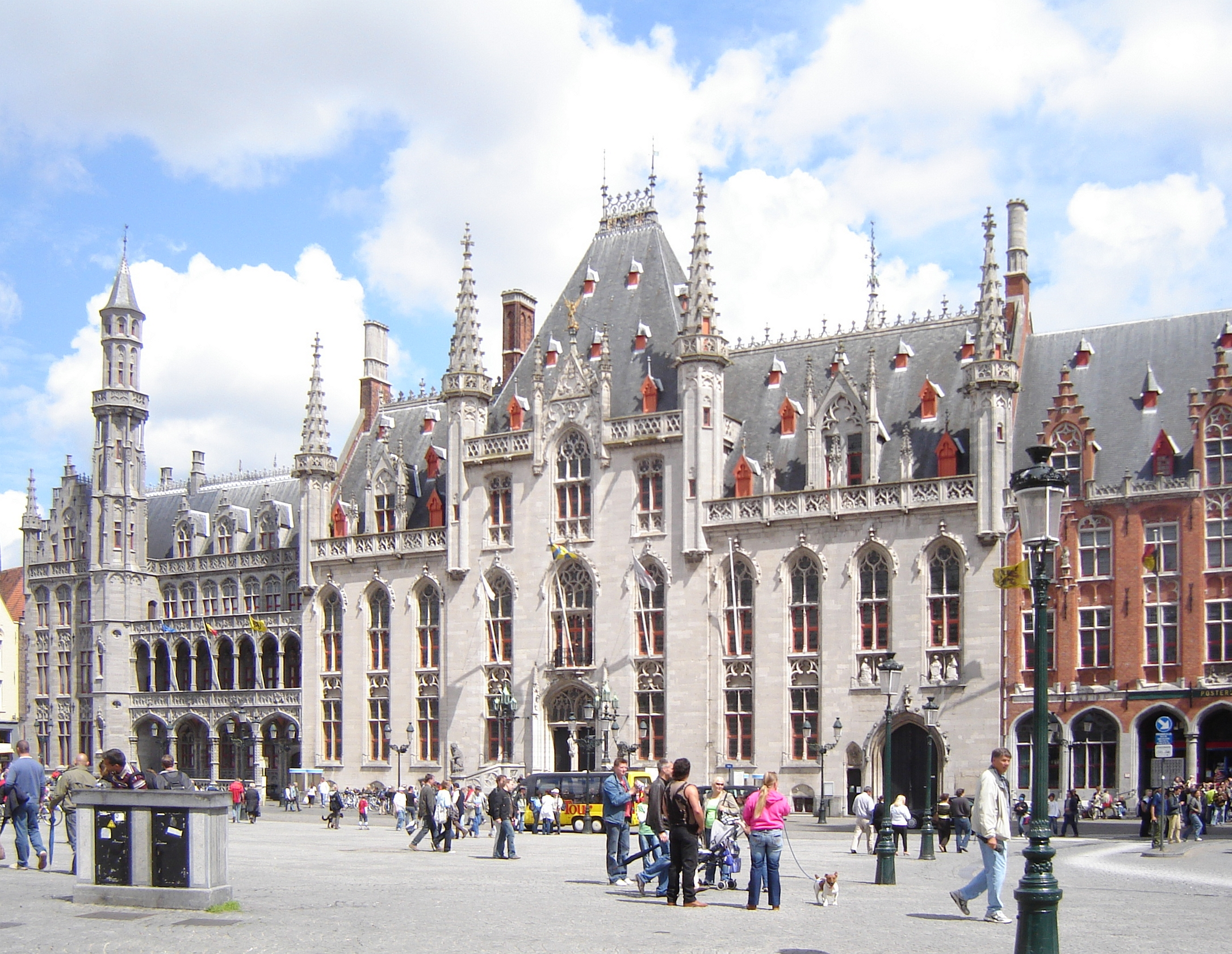
Het huidige Provinciaal Hof.